# Marihat Mayang
Marihat Mayang is een bestuurslaag in het regentschap Simalungun van de provincie Noord-Sumatra, Indonesië. Marihat Mayang telt 1901 inwoners (volkstelling 2010).